# Lanzelin
Lanzelin, también llamado Landolt o Betzo (ca. 940-991), fue un noble germánico que tuvo posesiones en Alsacia y en la actual Suiza, y era un lejano antepasado de la Casa de Habsburgo, la cual llegaría a gobernar el Sacro Imperio Romano Germánico durante siglos.
Su nombre exacto se desconoce, e incluso no es seguro que sea la misma persona que Landolt; en todo caso, es cierto que era el hijo de Guntram, el Rico, un noble muy poderoso que perdió muchas de sus posesiones — entre ellas las abadías de Einsiedeln y de Lorsch— por algún crimen no especificado contra el Emperador Otón I.
Su esposa es citada con distintos nombres, entre ellos Luitgarda de Turgovia, o bien Liutgarda o Lütgarda de Nellenburg. Probablemente de ella heredó parte de sus posesiones en la actual Suiza, ya que de su padre había heredado el presunto título de Duque de Muri y el condado de Sundgau.
Fue padre de varios hijos varones, entre los cuales se pueden citar:
- Landolt II o Lenzelin el Joven († 1027), que fue conde de Reichenau, y fue antecesor de la casa de Zähringen, una línea nobiliaria importante en el este de la actual Suiza y en el ducado de Suabia;
- Werner († 1028 en Constantinopla), obispo de Estrasburgo;
- Radbot († 1045), Conde de Klettgau, que erigió el castillo de Habsburgo, antepasado de la Casa imperial de ese nombre;
- Rodolfo I († 1064), que ejerció brevemente como conde de Habsburgo.[4]